# Schauhöhle

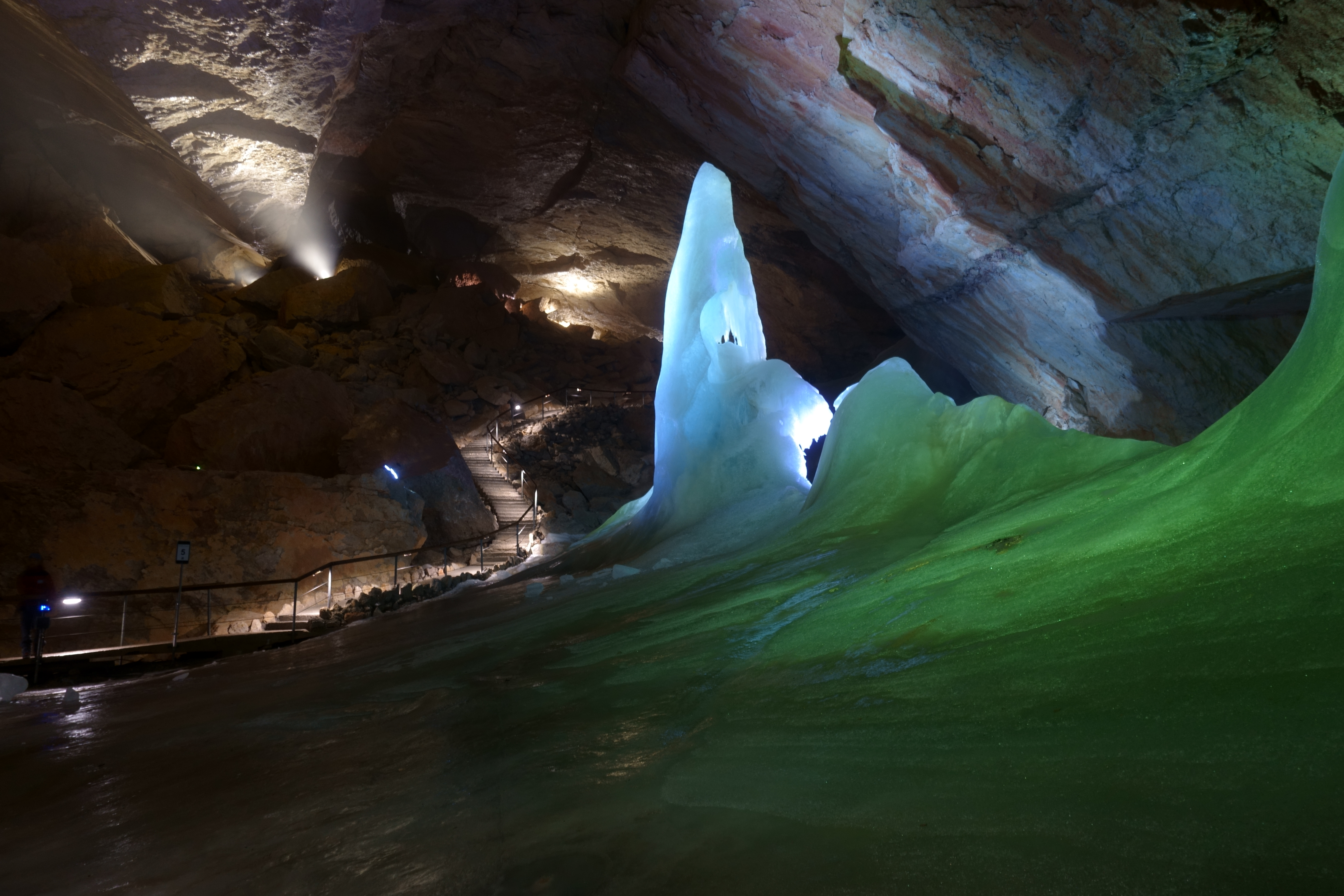
Dachstein-Rieseneishöhle mit elektrischem Licht und Treppen

Eine Schauhöhle ist eine Höhle, die touristisch genutzt wird. Der Begriff geht auf die Entwicklung des Höhlentourismus im 19. Jahrhundert, vor allem in der Donaumonarchie, zurück. Dieser Begriff wurde deshalb primär von österreichischen Karstforschern definiert, zum Beispiel von Hubert Trimmel.

## Konzept der Schauhöhle
Von einer Schauhöhle kann gesprochen werden, wenn die Höhle im Wesentlichen über folgende Eigenschaften verfügt:
- Wegenetz: Schauhöhlen müssen für Touristen aller Altersklassen und Höhlenerfahrung sowie ohne Schutzausrüstung begehbar sein. Daher braucht es sichere Wege (mit eventuellem Geländer), die entweder von Natur aus da sind oder künstlich aus Holz, Metall und Beton erstellt werden müssen.
- Es werden Führungen angeboten, die auch kostenpflichtig sein können oder verpflichtend.
- Öffnungszeiten: Die Schauhöhle ist dann nur zu bestimmten Zeiten öffentlich zugänglich.

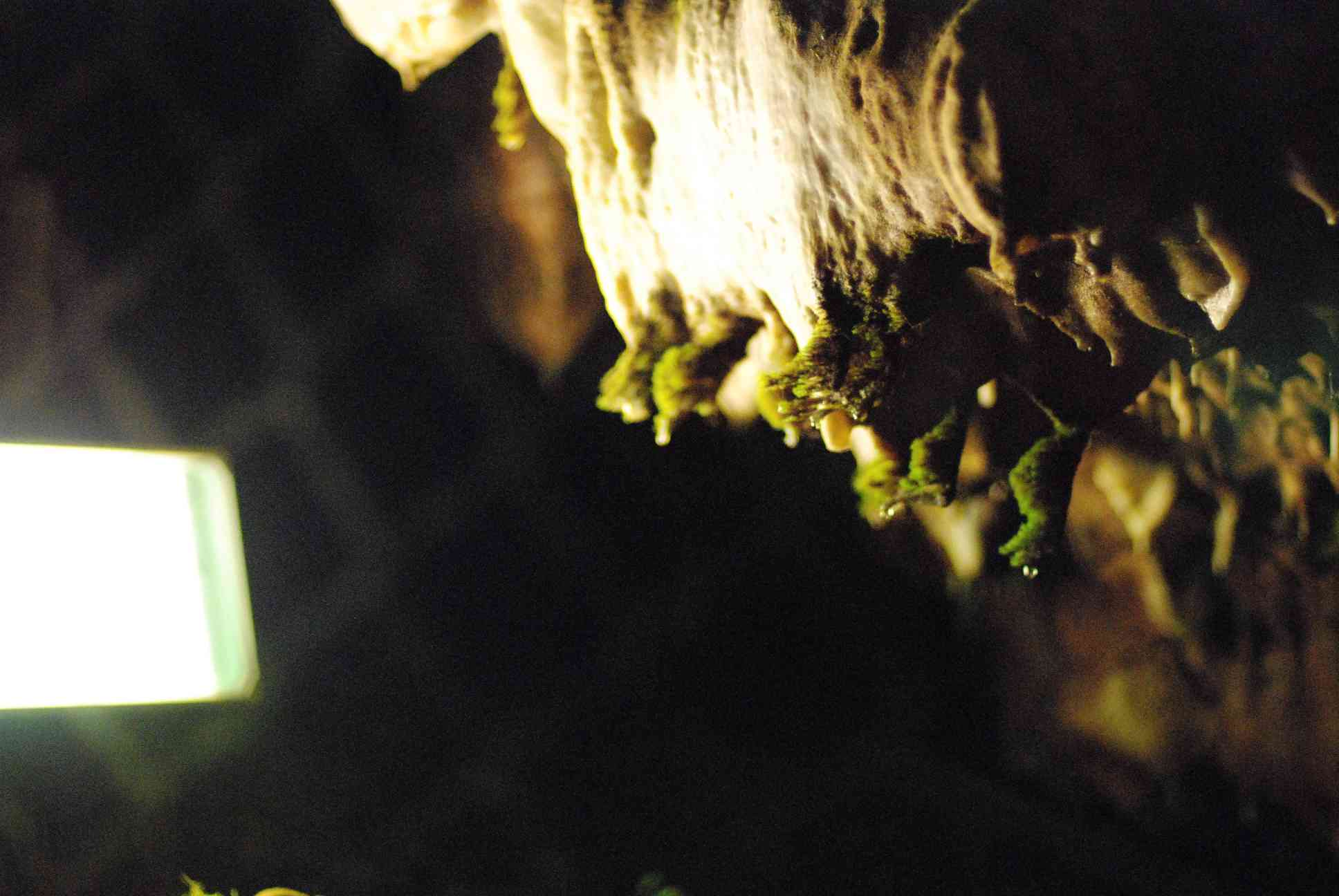
Mooswachstum durch falsche Beleuchtung

- Licht: Eine Höhle ist dunkel. Um sie touristisch nutzen zu können, muss sie beleuchtet werden. Heutzutage ist das in der Regel elektrisches Licht, bis in das 20. Jahrhundert wurden auch Fackeln verwendet, was man bei alten Schauhöhlen an schwarzen Ablagerungen erkennen kann. Bei manchen Höhlen kommt es bei Verwendung von ungeeigneten Leuchtstoffröhren zur Entstehung von unerwünschter Lampenflora in Form von Algen- und Mooswachstum. Alternativ können an Besucher auch Handlampen ausgegeben werden, wie elektrische Taschenlampen, Karbidlampen oder Helmlampen.

In Deutschland, Österreich und der Schweiz werden Schauhöhlen meist von Vereinen betrieben. Oft sind dies eigens zu diesem Zweck gegründete Höhlenvereine, manchmal auch der Wanderverein (Albverein), Alpine Vereine, die Naturfreunde oder andere naturverbundene Vereinigungen. Dann werden die Eintrittspreise meist lediglich zum Erhalt der Höhle eingesetzt und viele Arbeiten werden durch ehrenamtliche Kräfte erledigt.

## Schutzgedanken
Davon abgegrenzt wird begrifflich die Naturhöhle, deren Zutritt der wissenschaftlichen Forschung vorbehalten bleibt – Höhlenerkundung (Speläologie im engeren Sinne) und Biotopforschung (Flora, Fauna und Habitate) ebenso wie Archäologie/Anthropologie, was Fundorte betrifft.

### Naturschutz
Allgemein stehen Höhlen in den meisten Ländern prinzipiell unter strengem Naturschutz.
Das Konzept der Schauhöhle kann dem eines Naturparks verglichen werden: Teile der Höhle werden für eine touristische Nutzung freigestellt, neben dem profanen Zweck der Finanzierung der weiteren Höhlenerkundung auch, um die Naturschutzaspekte und den Wert einer Höhle den Besuchern nahezubringen sowie den Umweltgedanken zu verbreiten – was eine Umsetzung moderner Schutzkonzepte darstellt, die wirtschaftliche Tragfähigkeit und Verankerung im Bewusstsein der einheimischen Bevölkerung (durch lokale Wertschöpfung wie auch Stolz auf Naturschönheiten) und auch den Fremdenverkehrsgästen im Sinne eines touristischen bekannten Profils einer Region (als Gegend mit reizvollem Naturangebot) als wichtiges Standbein des Naturschutzes erachtet.
Dabei kann die Schauhöhle dem Konzept von Kern- und Pufferzone eines Nationalparks oder dem Konzept Strenges Naturreservat verglichen werden: Die Eingangsbereiche sind erschlossen, die tieferen Teile stehen Forschung und dem ungestörten Biotop zur Verfügung. Diesen Gedanken folgte auch die UNESCO etwa mit der Erklärung der Höhlen von Škocjan – die seit über 100 Jahren touristische begangen werden und seit 1933 sogar durch einen künstlich angelegten Stollen von „falschen“ Ende her eröffnet und auf ganzer Länge eines Astes zur Begehung erschlossen sind – zum Weltnaturerbe.

### Archäologie
Die Chauvet-Höhle wurde seit ihrer Entdeckung 1994 vor Besuchern und sogar Archäologen geschützt und nur einer Gruppe von etwa 20 Wissenschaftlern nur stundenweise Zugang gewährt, sodass die seit etwa 20.000 Jahren fast unveränderten Oberflächen und Malereien einen einmaligen Erhaltungszustand bewahrten.
Ähnliche Reglementierungen wurden auch in den Höhlen von Lascaux und Altamira Ende der 1960er und Ende der 1970er Jahre eingeführt, allerdings erst, nachdem die Zerstörungen durch die Besucherströme unübersehbar geworden waren.

## Wirtschaftliche Verwertung
In einigen Ländern sind Schauhöhlen oft in Privatbesitz. Sie können verkauft und wirtschaftlich betrieben werden. Neben einem höheren Niveau der Eintrittspreise ist dies häufig mit Werbung verbunden. Auch bunte Beleuchtung, Märchenszenen für Kinder und Multimedia-Shows gehören in diesen Themenkreis. In diesen Ländern gibt es meist keine wörtliche Entsprechung des Begriffs Schauhöhle, man spricht von Commercial Caves (kommerziellen Höhlen) oder Tourist Caves (touristischen Höhlen).
In einigen Höhlen finden Veranstaltungen statt, so in der St. Michael’s Cave in Gibraltar, in die ein Auditorium für Aufführungen eingebaut wurde. Sie hat jährlich etwa eine Million Besucher.

## Einzelbelege
1. ↑  Duquesa - St. Michael's Cave (Memento vom 11. Juli 2011 im Internet Archive).